# Santa Fe, Tuzantán
Santa Fe är en ort i Mexiko.   Den ligger i kommunen Tuzantán och delstaten Chiapas, i den sydöstra delen av landet, 900 km sydost om huvudstaden Mexico City. Santa Fe ligger 1 089 meter över havet och antalet invånare är 166.
Terrängen runt Santa Fe är kuperad åt sydväst, men åt nordost är den bergig. Runt Santa Fe är det tätbefolkat, med 297 invånare per kvadratkilometer. Närmaste större samhälle är Huixtla, 12,5 km väster om Santa Fe. I omgivningarna runt Santa Fe växer i huvudsak städsegrön lövskog.